# دير مرعي (كعيدنة)

تعديل مصدري - تعديل

دير مرعي هي إحدى قرى عزلة سواخ بمديرية كعيدنة التابعة لمحافظة حجة، بلغ تعداد سكانها 203 نسمة حسب تعداد اليمن لعام 2004.